# Алинское газонефтяное месторождение
Алинское месторождение — крупное газонефтяное месторождение в России. Открыто в 1991 году. Расположено в Ленском районе на юго-западе Якутии. Запасы месторождения по категории С1+С2 составляют 5,2 миллиона тонн нефти, 2,4 миллиарда кубометров газа.
Лицензия на Алинское газонефтяное месторождение предоставлена «Сургутнефтегазу» после проведения аукциона на разработку месторождения в 2005 году. Месторождение было введено в промышленную эксплуатацию в 2009 году.
Планируется в качестве источника заполнения проектируемого газопровода «Сила Сибири».